# جولان نقطي
الجولان النقطي (باللاتينية: Schoenoplectus mucronatus) نوع نباتي من جنس الجولان من الفصيلة السعدية.

## البيئة والانتشار
موطنه بلاد الشام ومصر وقبرص وتركيا والقوقاز ومعظم مناطق أوروبا.

## مرادفات للاسم العلمي
- (باللاتينية: Scirpus mucronatus L.)